# نیلس فان تهوندردال
نیلس فان تهوندردال (هلندی: Nils van 't Hoenderdaal؛ زادهٔ ۳ اکتبر ۱۹۹۳) دوچرخه‌سوار اهل هلند است.
وی در مسابقات کشوری و بین‌المللی در مجموع برندهٔ ۲ مدال طلا، ۲ مدال نقره شده‌است.